# Aerosaurus
Aerosaurus é um gênero de eupelicossauro do Carbonífero Superior e Permiano Inferior da América do Norte.

## Espécies
- Aerosaurus greenleeorum Romer, 1937
- Aerosaurus wellesi Langston & Reisz, 1981